# Bizja (Kochanowice)
Bizja – część wsi Kochanowice w Polsce, położona w województwie śląskim, w powiecie lublinieckim, w gminie Kochanowice.
W latach 1975–1998 Bizja położona była w województwie częstochowskim.